# Addirektiv
Addirektiv är ett grammatiskt kasus som anger riktning mot eller mer sällan "närheten". Kasuset förekommer i lezginska, men där används det numera oftast som instrumentalis istället.